# Erebus terminalis
Erebus terminalis är en fjärilsart som beskrevs av Embrik Strand 1914. Erebus terminalis ingår i släktet Erebus och familjen nattflyn. Inga underarter finns listade i Catalogue of Life.